# 말레이지아교
말레이지아교(Malaysia橋, 개통 당시 명칭: 마레이지아교)는 대한민국 경기도 파주시 조리읍에 위치한 교량이다. 한국 전쟁 이후 전국적으로 기반 시설의 복구가 이루어지던 전후 복구와 재건기인 1964년 말레이시아의 원조금이 포함된 예산으로 착공하여 1966년 11월 개통되었다. 2021년 경기도 등록문화재로 지정되었다.

## 건설 배경
말레이지아교는 공릉저수지에서 흘러나온 지천인 고산천이 공릉천으로 흘러드는 곳에 놓여 있으며 파주시의 봉일천에서 금촌과 광탄을 잇는 교통로 역할을 하였다. 한국전쟁으로 대부분의 기반 시설이 파괴된 파주시는 1970년대초반까지도 곳곳에 전쟁의 상흔이 가시지 않는 상태였다. 1960년 2월 한국은 말레이시아와 정식 수교를 하였고 말레이시아 정부의 대외 원조자금 5천 달러와 경기도 보조금 3백만 원, 파주군비 2백만 원 등을 모아 다리를 건설하게 되었다.
준공 당시 말레이지아교는 국도 제1호선의 일부로서 건설되었다. 이 구간은 조선시대의 도로에서도 한양과 개성을 잇는 주요 도로였고, 건설 당시에도 민간 교통뿐만 아니라 북으로 연결되는 간선도로라는 점이 고려되었다. 1988년 도로 확포장과 함께 바로 옆으로 고산교가 놓이면서 말레이지아교의 역할을 대체하였지만 문화재 등록후인 2022년까지도 여전히 교통 제한 없이 사용되었다. 현재는 폐쇄된 상태이다. 한편 국도 제1호선인 통일로는 1996년 등원교 등의 준공과 함께 금촌을 우회하는 새로운 노선을 채택하였고 기존 구간은 지방도인 파주 중앙로로 전환되었다.
말레이지아교의 공사비 가운데 원조금 5천 달러는 당시 원화로 환산할 경우 145만~165만원 정도였기 때문에 원조금이 없어도 공사 진행에는 큰 무리가 없는 상황이었지만, 냉전과 함께 남북의 외교 경쟁이 치열했던 상황에서 원조금을 받고 다리에 해당국가의 이름을 붙인 것은 다분히 외교적 조치였을 것으로 보인다. 1966년 준공 당시 인근 주민을 비롯한 수백명이 모여 개통식을 가졌다.

## 교량
말레이지아교는 근대적 교량 기술이 전국적으로 보급되던 재건기인 1960년대의 건축 기술을 보여주는 철근콘크리트 교량이다. 오늘날 교량들이 난간 등의 부속물은 금속과 같은 재료를 사용하는 것과 달리 난간까지 모두 콘크리트를 사용하였다. 길이 60m, 폭 7.4m로 왕복 2차선을 제공한다. 다리는 튼튼하게 지여져 등록문화재 지정 당시 안전 등급 C로 통행상 문제가 없었다.

## 갤러리

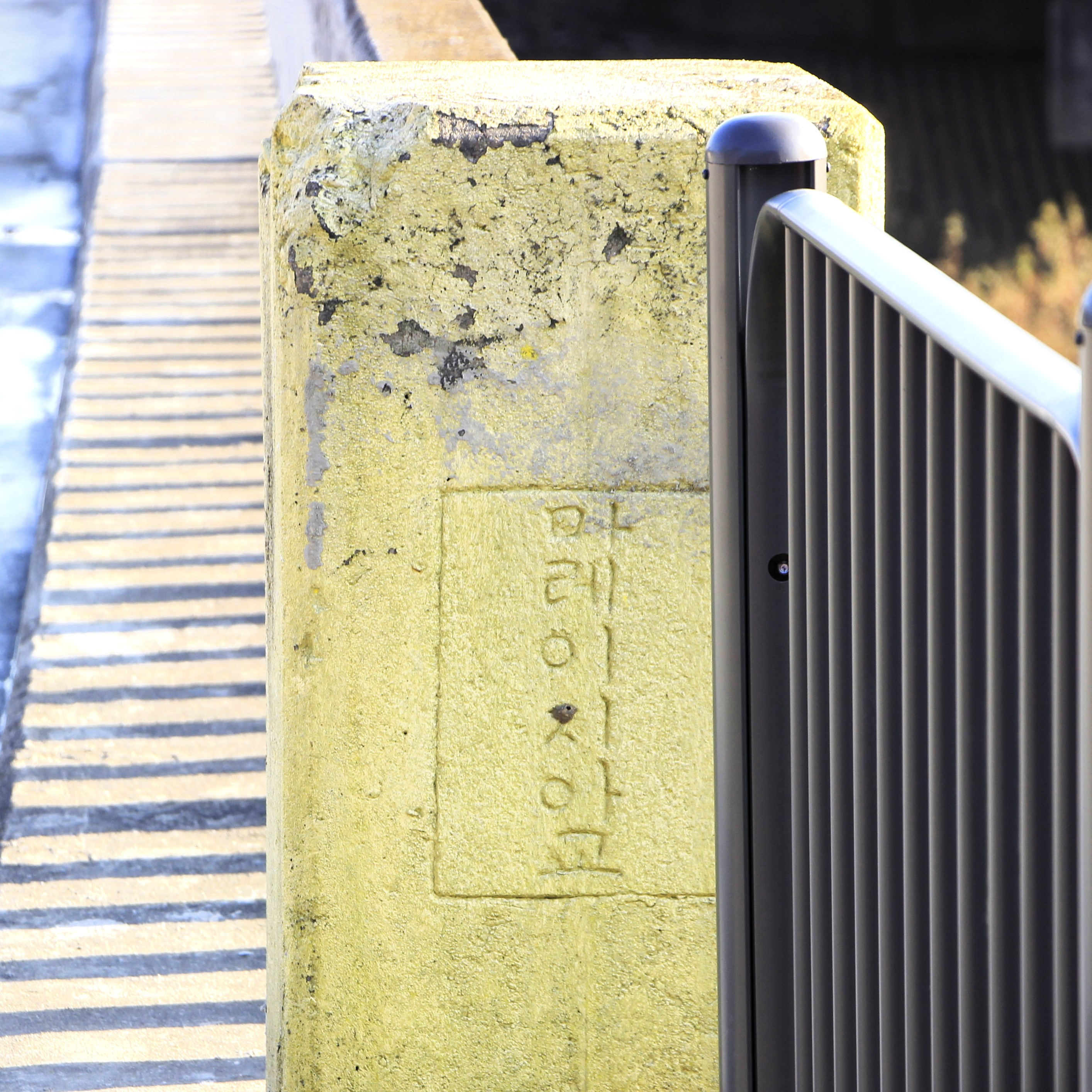
명판. 개통 당시 맞춤법에 따른 '마레이지아교'라는 이름이 붙었다.
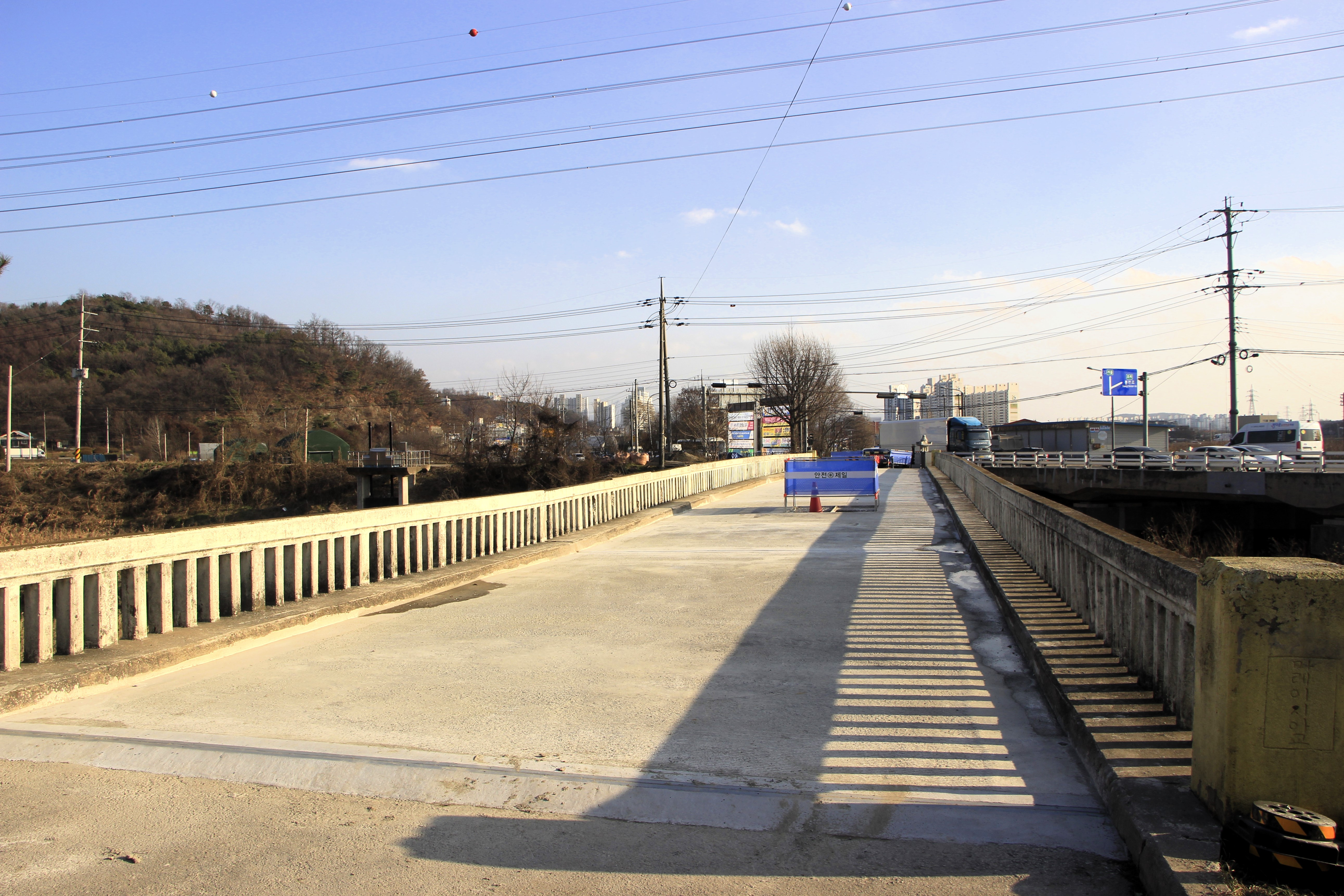
상판의 모습.
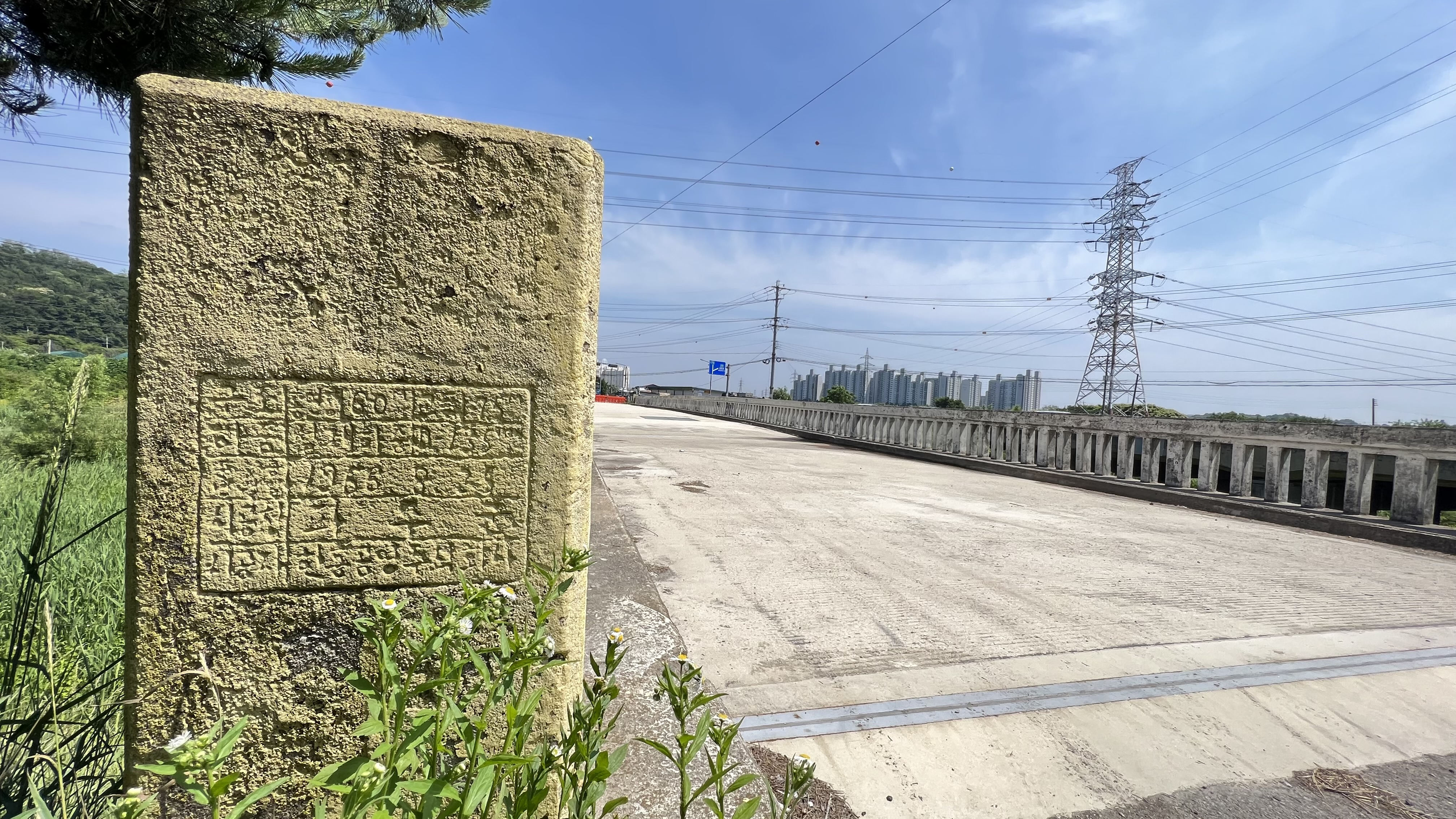
준공 이력표.

## 같이 보기
- 경기도의 시도등록문화재

## 참고 자료
- 말레이지아교 - 문화재청